# رود پلیا
رود پلیا (انگلیسی: Pelya) یک رودخانه در سرزمین پرم کشور روسیه است.